# Işıl Alben
Işıl Alben, née le 22 février 1986 à Eminönü (Turquie), est une joueuse turque de basket-ball.

## Biographie
Après avoir évolué avec différentes sélections de jeune de la Turquie, moins de 18 ans et moins de 20 ans, elle joue ensuite sous le maillot de la sélection turque. Elle participe ainsi au championnat d'Europe 2007 puis au championnat d'Europe 2011, compétition où elle remporte une médaille d'argent, battue en finale par la Russie sur le score de 59 à 42. Durant cette compétition, elle présente des statistiques de 6,3 points, 3,4 rebonds et 1,6 passe.
Cette deuxième place permet à la Turquie d'organiser le tournoi préolympique 2012, tournoi où les Turques se qualifient après une dernière victoire face à l'Argentine sur le score de 72 à 58. Sur ce tournoi, ses statistiques sont de 3 points, 2,3 rebonds, 2 passes.
Avec Galatasaray SK, elle remporte l'Euroligue féminine de basket-ball 2013-2014, la première pour un club turc. Elle quitte la Turquie l'année suivante pour rejoindre le club russe du Dynamo Koursk qui fait ses débuts en Euroligue. Après une année à 3,2 points, 2,1 rebonds et 1,6 passe décisive en Euroligue avec le club russe, elle revient pour 2015-2016 avec Galatasaray SK en Turquie.

## Palmarès
- Coupe de Turquie : 2013[7]
- Médaille de bronze au championnat d'Europe 2013 en France
- Vainqueur de l'Euroligue féminine de basket-ball 2013-2014